# Twierdzenie Łuzina
Twierdzenie Łuzina – jedno z podstawowych twierdzeń teorii miary dotyczące przybliżania funkcji mierzalnych na prostej rzeczywistej (bądź ogólniej, na przestrzeniach z miarą Radona) przez funkcje ciągłe. Twierdzenie opublikowane w 1912 przez Łuzina. Littlewood wypowiedział nieformalnie twierdzenie Łuzina w następujący sposób: funkcje mierzalne są niemal ciągłe (zob. trzy zasady analizy rzeczywistej Littlewooda).

## Klasyczna wersja
Niech
{\displaystyle f\colon [a,b]\to \mathbb {C} }
będzie funkcją mierzalną. Wówczas dla każdego {\displaystyle \varepsilon >0} istnieje taki zbiór zwarty {\displaystyle K\subseteq [a,b],} że zawężenie {\displaystyle f|_{K}} jest funkcją ciągłą oraz
{\displaystyle \mu (K)>b-a-\varepsilon ,}
przy czym {\displaystyle \mu } oznacza miarę Lebesgue’a.

## Wersje ogólne
Wersja dla przestrzeni polskich
Niech {\displaystyle (X,\Sigma ,\mu )} będzie przestrzenią polską ze skończoną miarą borelowską oraz niech {\displaystyle Y} będzie przestrzenią topologiczną spełniającą drugi aksjomat przeliczalności. Jeżeli
{\displaystyle f\colon X\to Y}
jest funkcją mierzalną, to dla każdego {\displaystyle \varepsilon >0} istnieje taki zbiór zwarty {\displaystyle K\subseteq X,} że
{\displaystyle \mu (X\setminus K)<\varepsilon }
oraz restrykcja {\displaystyle f|_{K}} jest funkcją ciągłą.
Wersja dla przestrzeni lokalnie zwartych
Niech {\displaystyle (X,\Sigma ,\mu )} będzie przestrzenią lokalnie zwartą z miarą borelowską, która przyjmuje skończone wartości na zbiorach zwartych oraz jest wewnętrznie regularna na zbiorach otwartych, tj. dla każdego zbioru otwartego {\displaystyle U} w {\displaystyle X} zachodzi
{\displaystyle \mu (U)=\sup\{\mu (K)\colon K\subseteq U,K{\text{ zwarty}}\}.}
Jeżeli
{\displaystyle f\colon X\to \mathbb {C} }
jest funkcją mierzalną, to dla każdego {\displaystyle \varepsilon >0} istnieje taki zbiór zwarty {\displaystyle K\subseteq X,} że
{\displaystyle \mu (X\setminus K)<\varepsilon }.
Wersja dla przestrzeni normalnych
Niech {\displaystyle (X,\Sigma ,\mu )} będzie przestrzenią normalną ze skończoną miarą borelowską, która jest regularna. Jeżeli
{\displaystyle f\colon X\to \mathbb {C} }
jest funkcją mierzalną, to dla każdego {\displaystyle \varepsilon >0} istnieje taki zbiór domknięty {\displaystyle K\subseteq X,} że
{\displaystyle \mu (X\setminus K)<\varepsilon }
oraz restrykcja {\displaystyle f|_{K}} jest funkcją ciągłą.
Aproksymacja funkcją ciągłą
Niech {\displaystyle Y=\mathbb {C} .} Każda przestrzeń metryczna jest normalna, więc twierdzenie Tietzego-Urysohna stosuje się do restrykcji {\displaystyle f|_{K}} w wypowiedzi twierdzenia dla przestrzeni polskich i normalnych. W przypadku dotyczącym przestrzeni lokalnie zwartych zbiór {\displaystyle K} jest zwarty, więc stosuje się wówczas wersja tego twierdzenia dla przestrzeni lokalnie zwartych. Oznacza to, że w każdym z tych trzech przypadków istnieje taka funkcja ciągła
{\displaystyle f_{\varepsilon }\colon X\to Y,}
że
{\displaystyle \mu (\{x\in X\colon f(x)\neq g(x)\})\leqslant \varepsilon }
oraz
{\displaystyle \sup _{x\in X}|f_{\varepsilon }(x)|\leqslant \sup _{x\in X}|f(x)|}.
W przypadku lokalnie zwartym, {\displaystyle f_{\varepsilon }} może być dodatkowo dobrana tak by znikała ona w nieskończoności, tj. dla każdego {\displaystyle \delta >0} zbiór
{\displaystyle \{x\in X\colon |f_{\varepsilon }(x)|\geqslant \delta \}}
jest zwarty.
Sformułowanie twierdzenia dla funkcji przyjmujących wartości w przestrzeniach spełniających drugi aksjomat przeliczalności pochodzi od Schaerfa.

## Dowód wersji twierdzenia dla przestrzeni polskich
Niech {\displaystyle \varepsilon >0.} Niech
{\displaystyle {\mathcal {V}}=\{V_{j}\colon j\in \mathbb {N} \}}
będzie (przeliczalną) bazą przestrzeni {\displaystyle Y.} Każda skończona miara borelowska na przestrzeni metrycznej jest regularna, więc z mierzalności funkcji {\displaystyle f} wynika, że dla każdej liczby naturalnej {\displaystyle j} można wybrać taki zbiór otwarty {\displaystyle U_{j}\subseteq X,} że
- {\displaystyle U_{j}\supseteq f^{-1}(V_{j}),}
- {\displaystyle \mu (U_{j}\setminus f^{-1}(V_{j}))<{\frac {\varepsilon }{2^{j}}}.}

Niech
{\displaystyle H=\bigcup _{j=1}^{\infty }(U_{j}\setminus f^{-1}(V_{j}))}
oraz {\displaystyle E=X\setminus H.}
Wówczas {\displaystyle H,E\in \Sigma } oraz
{\displaystyle \mu (H)\leqslant \sum _{j=1}^{\infty }\mu (U_{j}\setminus f^{-1}(V_{j}))\leqslant \sum _{j=1}^{\infty }{\frac {\varepsilon }{2^{j}}}=\varepsilon .}
Niech {\displaystyle g=f|_{E}.} Wówczas
|  |  | {\displaystyle U_{j}\cap E=g^{-1}(V_{j})\quad (j\in \mathbb {N} ).} |  | (1) |

Istotnie, inkluzja od prawej do lewej zachodzi z samego określenia przeciwobrazu. Ponadto,
{\displaystyle {\begin{aligned}U_{j}\cap E&\subseteq U_{j}\cap [X\setminus (U_{j}\cap f^{-1}(U_{j}))]\\&=U_{j}\cap X\cap [(X\setminus U_{j})\cup f^{-1}(V_{j})]\\&=f^{-1}(V_{j}),\end{aligned}}}
co dowodzi (1).
Należy wykazać, że funkcja {\displaystyle g} jest ciągła. Niech {\displaystyle V} będzie zbiorem otwartym w {\displaystyle Y.} Wówczas
{\displaystyle V=\bigcup _{j\in M}V_{j}}
dla pewnego zbioru {\displaystyle M\subseteq \mathbb {N} } z uwagi na to, że rodzina {\displaystyle {\mathcal {V}}} jest bazą przestrzeni {\displaystyle Y.} Stąd,
{\displaystyle g^{-1}(V)=\bigcup _{j\in M}g^{-1}(V_{j})=E\cap \bigcup _{j\in M}U_{j},}
co oznacza, że zbiór {\displaystyle g^{-1}(V)} jest otwarty w (topologii podprzestrzeni) {\displaystyle E.}
Z lematu Łuzina wynika istnienie takiego zbioru zwartego {\displaystyle K\subseteq E,} że
{\displaystyle \mu (X\setminus K)<\varepsilon .}.

## Zastosowania

### Aproksymacja prawie wszędzie funkcji mierzalnych przez funkcje ciągłe
Niech {\displaystyle X} będzie przestrzenią normalną oraz niech {\displaystyle \mu } będzie skończoną regularną miarą borelowską na {\displaystyle X} bądź niech {\displaystyle X} będzie przestrzenią lokalnie zwartą oraz niech {\displaystyle \mu } będzie miarą borelowską, która jest skończona na zbiorach zwartych oraz jest wewnętrzenie regularna na zbiorach otwartych. Wówczas dla każdej funkcji mierzalnej
{\displaystyle f\colon X\to \mathbb {C} }
istnieje ciąg funkcji ciągłych
{\displaystyle f_{n}\colon X\to \mathbb {C} ,}
który jest zbieżny do {\displaystyle f} zbieżność prawie wszędzie oraz
{\displaystyle \sup _{x\in X}|f_{n}(x)|\leqslant \sup _{x\in X}|f(x)|\quad (n\in \mathbb {N} )}.

### Gęstość funkcji ciągłych o zwartym nośniku w przestrzeniach funkcji całkowalnych
W przypadku, gdy {\displaystyle X} jest przestrzenią lokalnie zwartą oraz {\displaystyle \mu } jest miarą borelowską, która jest skończona na zbiorach zwartych oraz jest wewnętrzenie regularna na zbiorach otwartych, dla każdego {\displaystyle p\in [1,\infty )} przestrzeń {\displaystyle C_{c}(X)} funkcji ciągłych o zwartym nośniku jest gęsta w przestrzeni {\displaystyle L_{p}(\mu )}.
Istotnie, {\displaystyle C_{b}(X)} jest podzbiorem {\displaystyle L_{p}(\mu ),} gdyż dla każdej funkcji {\displaystyle g\in C_{c}(X)} zachodzi
{\displaystyle \int \limits _{X}|g(x)|^{p}\,\mu (\mathrm {d} x)\leqslant \mu (\mathrm {supp} \,g)\cdot \sup _{x\in \mathrm {supp} \,g}|g(x)|^{p}<\infty },
gdzie skończoność {\displaystyle \mu (\mathrm {supp} \,g)} wynika z założenia o skończoności miary {\displaystyle \mu } na zbiorach zwartych a nierówność
{\displaystyle \sup _{x\in \mathrm {supp} \,g}|g(x)|^{p}<\infty }
wynika z twierdzenia Weierstrassa. Niech {\displaystyle f\in L_{p}(\mu ).} Ponieważ funkcje prawie wszędzie ograniczone w {\displaystyle L_{p}(\mu )} są gęste bez straty ogólności można przyjąć, że {\displaystyle f} jest wszędzie ograniczona. Oznaczmy
{\displaystyle M=\sup _{x\in X}|f(x)|.}
Niech dany będzie {\displaystyle \varepsilon >0.} Z twierdzenia Łuzina wynika, że istnieje wówczas taki zbiór zwarty {\displaystyle K} oraz funkcja {\displaystyle g\in C_{c}(X),} że
- {\displaystyle g|_{K}=f|_{K},}
- {\displaystyle \sup _{x\in X}|g(x)|\leqslant M,}
- {\displaystyle \mu (X\setminus K)<{\frac {\varepsilon ^{p}}{(2M)^{p}}}.}

Wówczas
{\displaystyle \|f-g\|_{L_{p}(\mu )}^{p}=\int \limits _{X\setminus K}|f(x)-g(x)|^{p}\,\mu (\mathrm {d} x)\leqslant \mu (X\setminus K)\cdot \sup _{x\in X\setminus K}|f(x)-g(x)|^{p}\leqslant {\frac {\varepsilon ^{p}}{(2M)^{p}}}\cdot (2M)^{p}=\varepsilon ^{p},}
co dowodzi gęstości {\displaystyle C_{c}(X)} w {\displaystyle L_{p}(\mu ).}